# مردی با نگاه بسیار سرد
مردی با نگاه بسیار سرد (ایتالیایی: L'uomo dagli occhi di ghiaccio) یک فیلم جالو به کارگردانی آلبرتو د مارتینو است که در سال ۱۹۷۱ منتشر شد.

## بازیگران
- آنتونیو ساباتو سینیور
- باربارا بوشه
- فایت دومرگی
- ویکتور بوینو
- کینن وین
- کورادو گیپا
- نلو پاتزافینی
- جووانی پتروچی